# Gasfilm
Gasfilm er en dansk dokumentarisk optagelse fra 1926.

## Handling
Optagelser fra Gas- og elektricitetsudstillingen i Industribygningen i København d. 12.-29. november 1926. Her udstilles det nyeste indenfor gas-og elektricitetshjælpemidler til hjemmet bl.a. støvsugere og gaskomfurer. Electrolux stod bag udstillingens virkelige sensation, nemlig et køleskab af mærket Frigidaire. Et nyt apparat, der ved hjælp af varme kunne fremstille kulde. Nyskabelsen var så stor, at modellen lagde navn til fællesbetegnelsen for alle tidlige køleskabe, som således blev kaldt - en Frigidaire.